# Muro de Carlos V
‎
O Muro de Carlos V ou Muralha de Carlos V, construído de 1356 a 1383, é um dos muros da cidade de Paris. Foi construído na margem direita do rio Sena, fora do Muro de Filipe Augusto. Na década de 1640, a parte oeste da parede de Carlos V foi demolida e substituída pela parede maior de Luís XIII, com o material demolido reutilizado para a nova muralha. Este novo recinto foi totalmente destruído na década de 1670 e foi substituído pelos Grands Boulevards.

## História

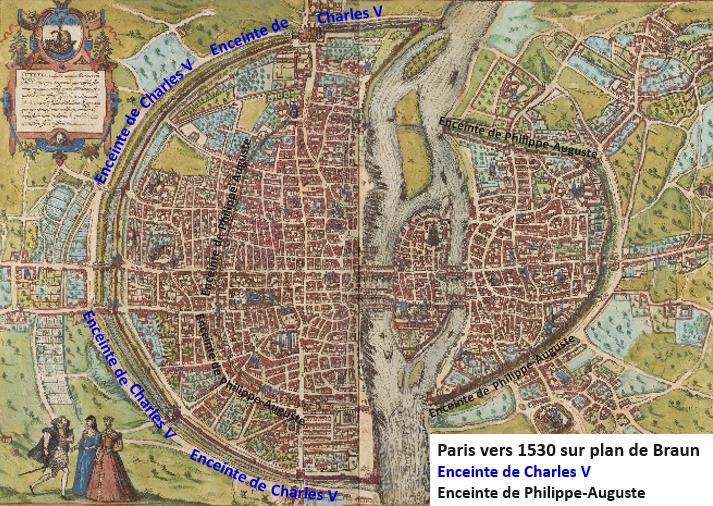
Muros de Filipe Augusto e de Carlos V por volta de 1530 no Mapa de Braun

### A muralha de Felipe Augusto
A muralha de Felipe Augusto foi construída no início do século XIII e envolvia 253 hectares com casas e campos de vegetais e vinhas que permitiam a proteção de um possível cerco militar. Porém, décadas depois, os campos foram substituídos por casas e as plantações foram empurradas para fora dos muros da cidade. Vários subúrbios cresciam rapidamente, principalmente no oeste. A crescente população não podia mais ser contida na cidade. Além disso, com a Guerra dos Cem Anos, tornou-se necessária a construção de um novo recinto para proteger a capital da França.

### Uma muralha de terra fortificada
Após o desastre da Batalha de Poitiers em 1356, Étienne Marcel, Preboste dos Mercadores, teve uma primeira muralha de terra e uma vala construída entre 1356 e 1358 (as escavações no Carrousel em 1990 encontraram uma vala de metro de largura por 4 de profundidade), abrangendo vários faubourgs construídos no século XIII além da muralha de Filipe Augusto após a criação desta muralha, em particular a Ville-Neuve du Temple e o Bourg Saint-Martin e ainda áreas agrícolas a nordeste. Apenas a margem direita é afetada por essa expansão, tendo os subúrbios formados na margem esquerda menos extenso. A melhoria da fortificação a sul da cidade limita-se à criação de um fosso fora do recinto de Filipe Augusto com uma profundidade de 5 metros e largura de 12 metros e o reforço do parede pela terra trazida de volta desta escavação.

## Traçado

Traçado do Muro de Carlos V

Começando a jusante do Sena da torre de madeira localizada perto da Ponte du Carrousel, o recinto subia ao longo do oeste da Place du Carrousel em direção à Rue Saint-Honoré ao nível do atual Palais-Royal, depois pela Place des Victoires e pela Rue d'Aboukir desenhada no local da muralha e do grande fosso (a Rue Sainte-Foy segue o caminho da passarela, a Rue de Cléry o caminho do outro lado das valas) até a Porte Saint-Denis. Ele então percorria os Grands boulevards de hoje (de Bonne-Nouvelle, Saint-Martin, du Temple, des Filles-du-Calvaire, Beaumarchais) e depois retornava via Boulevard Bourdon para a Torre de Billy que ficava nas margens do Sena a montante.

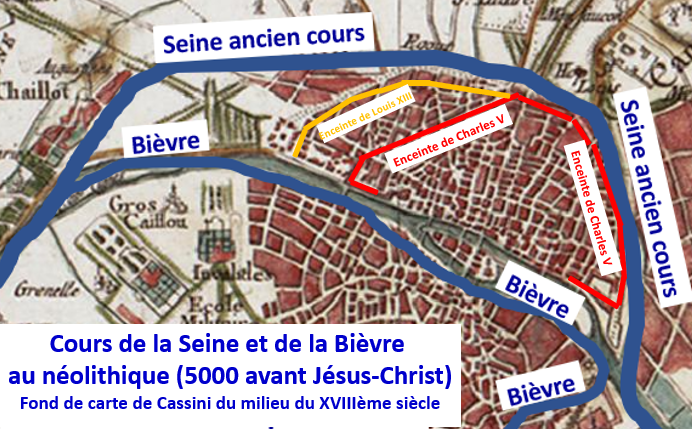
Percursos pré-históricos do Sena, do Bièvre. Fundo de Mapa Cassini de meados do século XVIII.

O recinto foi completado por duas muralhas de fortificação ou "grandes muralhas recém-feitas de acordo com o rio" construídas por volta de 1370 ao longo do Sena.
O relevo remanescente no topo da elevação da muralha durante a sua demolição em 1670 para o desenvolvimento das grandes boulevards constitui também uma proteção contra as inundações. Os bairros dos 3º e 4º arrondissements foram assim poupados durante a inundação do Sena de 1910.

### Muralhas de fortificação ao longo do Sena
O muro foi completado por duas muralhas de fortificação ou "grandes muralhas recém-feitas de acordo com o rio" construídas por volta de 1370 ao longo do Sena.
- A montante, na beira dos braços do rio que separa a margem da Île Louviers e Île Notre-Dame (atual Île Saint-Louis), a muralha se estendia da Torre Billy à Torre Barbeau que era o ponto final do recinto Philippe-Auguste na margem direita a montante. Esta parede foi perfurada por uma porta a meia distância, a Porte des Célestins. A torre de Billy foi destruída por uma explosão em 1536. Esta fortificação foi destruída no início do século XVII para dar lugar ao “Mail”, um passeio abaixo do Arsenal. Partes desta parede foram descobertas durante o trabalho na linha 7 do metrô e um fragmento foi desenterrado em 2019 perto da entrada da biblioteca do Arsenal na esquina da boulevards Morland e Henri IV.

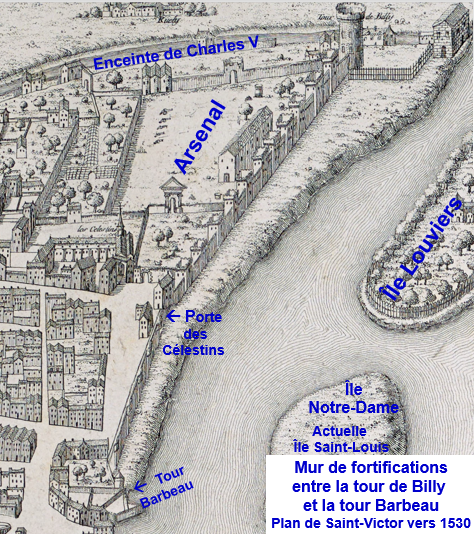
Muro de fortificação por volta de 1530 da Torre de Billy à Torre Barbeau no mapa Saint-Victor
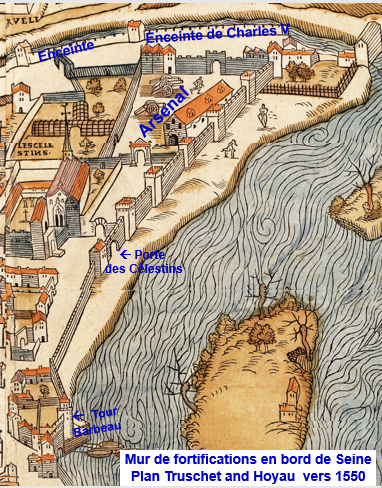
Muro de fortificação nas margens do Sena até a Torre Barbeau no mapa Truchet et Hoyaux por volta de 1550 (a Torre de Billy desapareceu)
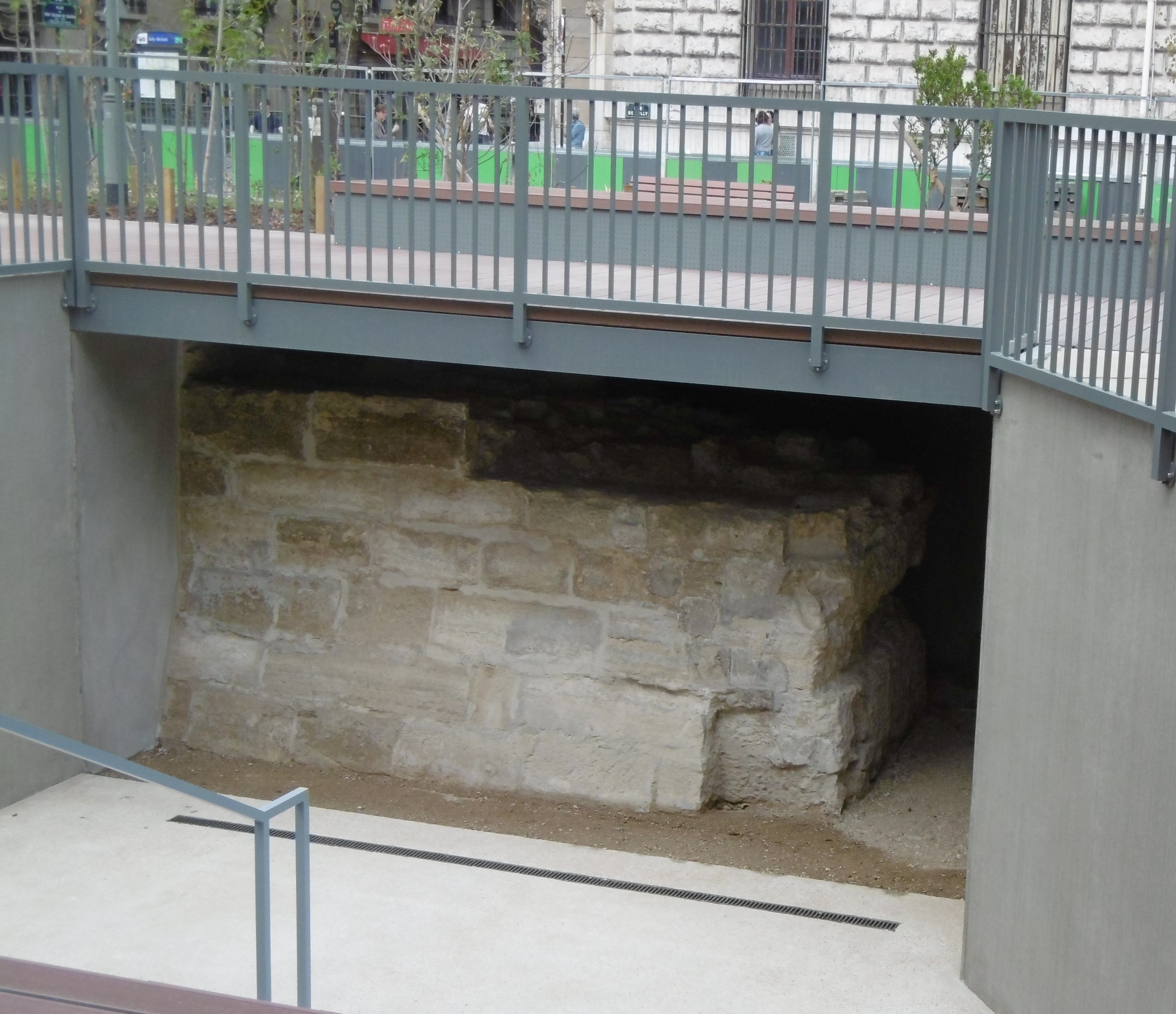
Fragmento de muro de fortificação perto da entrada da biblioteca do Arsenal

- A jusante, a muralha estendia-se desde a torre do Bois até a Tour du Coin, ponto de chegada do recinto de Filipe Augusto na margem do Sena. A “Porte Neuve” ou Porte de la Conférence foi inaugurada em 1536 junto à Torre de Bois. Esta muralha foi destruída durante a construção de 1594 a 1610 da galeria à beira d'água que liga o Palácio do Louvre ao Palácio das Tulherias, deixando subsistir a Tour du Coin até a sua demolição em 1660[4].

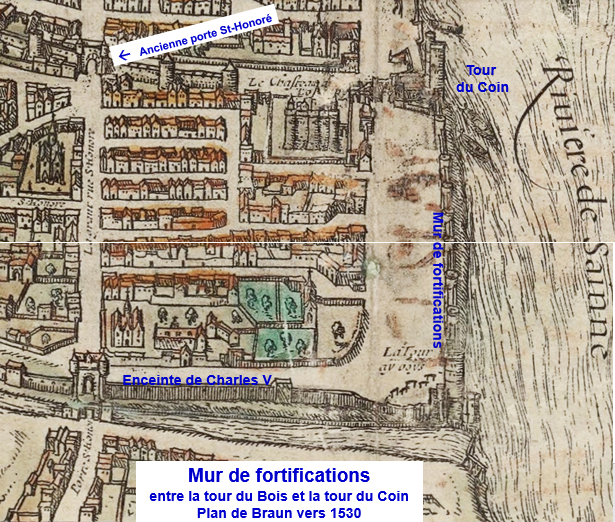
Muro de fortificações da Tour du Bois à Tour du Coin no mapa Braun por volta de 1530 antes da abertura da Porte Neuve
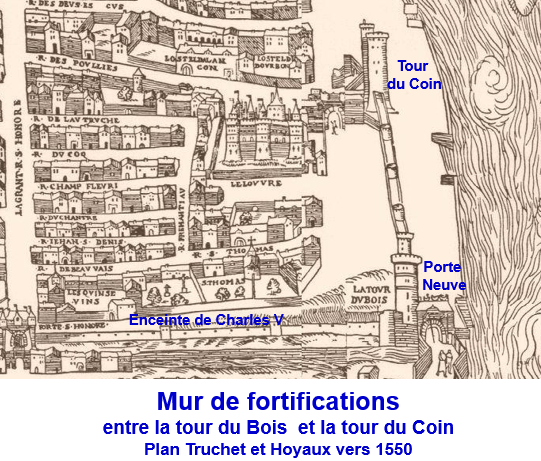
Muro de fortificação da Tour du Bois à Tour du Coin no mapa Truchet et Hoyaux por volta de 1550: a Porte Neuve ou Porte de la Conférence aberta em 1536 está representada

### Bairros
A nova fortificação foi construída a oeste para além do Louvre, que assim perdeu a sua função de fortaleza defensiva. Carlos V, que havia fugido do Palais de la Cité para seus hotéis do Marais após o motim liderado por Étienne Marcel, converteu o prédio em residência, sem contudo alterar as suas dimensões. Em particular, ele montou aí sua biblioteca de 973 livros.
A leste, a nova residência do rei, o Hôtel Saint-Pol, está mal protegida. Carlos V decide construir o Chastel Saint-Antoine, que os parisienses chamarão de Bastide Saint-Antoine, depois a Bastilha. Em 1370, o preboste Hugues Aubriot colocou a primeira pedra do edifício que seria concluído em 1382.
O recinto abrangia os antigos faubourgs: Saint-Paul, o Temple, Sainte-Marguerite, Saint-Martin-des-Champs, as Filles-Dieu, Saint-Sauveur, Saint-Honoré e os Quinze-Vingts. A cidade então se estendeu por 440 hectares e acolhia mais de 200 000 habitantes. Um ato de Carlos VI, que continuará o trabalho de seu pai a partir de 1380, confirma a afirmação: "Por mais que nossa boa cidade de Paris seja mais povoada e habitada por mais gente a fama dela será maior, fama essa que aumentará nossa glória”.

#### Cité
- Quartier de la Cité

#### Margem direita
- Faubourg Saint-Antoine, Quartier Saint-Gervais, Quartier Sainte-Avoye, Quartier Sainte-Opportune, Saint-Honoré, Saint-Germain l'Auxerrois, Saint-Eustache, Saint-Denis, Saint-Martin, Les Halles, La Verrerie, Saint Jacques de la Boucherie, Saint-Jean de Grève.

#### Margem esquerda
- Maubert, Saint-André-des-Arts.